# Premyer Liqası (2022/2023)
Premyer Liqası 2022/2023 (znana jako Misli Premier League ze względów sponsorskich) była 31. edycją najwyższej klasy rozgrywkowej piłki nożnej w Azerbejdżanie.
Brało w niej udział 10 drużyn, które w okresie od 5 sierpnia 2022 do 28 maja 2023 rozegrały 36 kolejek meczów.
Tytuł mistrzowski obroniła drużyna Qarabağ FK zdobywając drugi tytuł z rzędu, a dziesiąty w swojej historii.

## Format rozgrywek
Dziesięć uczestniczących drużyn gra ze sobą czterokrotnie.
Zwycięzca ligi zostaje mistrzem Azerbejdżanu i kwalifikuje się do I rundy kwalifikacyjnej Ligi Mistrzów UEFA.
Drużyna, która zajmie drugie, trzecie miejsce i zdobywca Pucharu Aemenii, kwalifikują się do II rundy kwalifikacyjnej Ligi Konferencji Europy UEFA.
W przypadku zdobycia pucharu przez drużynę, która zapewniła sobie grę w europejskich pucharach, awans otrzymuje czwarta drużyna rozgrywek.
Do niższej ligi spada bezpośrednio ostatnia drużyna.

## Drużyny
| Uczestnicy poprzedniej edycji | Uczestnicy poprzedniej edycji | Uczestnicy poprzedniej edycji | Uczestnicy poprzedniej edycji |
| --- | ----------------------------- | ----------------------------- | ----------------------------- |
| QAA | Qarabağ FK                    | Baku                          | 1                             |
| NEF | Neftçi PFK                    | Baku                          | 2                             |
| ZIR | Zirə Baku                     | Baku                          | 3                             |
| QAB | FK Qəbələ                     | Qəbələ                        | 4                             |
| SAB | Sabah Baku                    | Baku                          | 5                             |
| SUM | Sumqayıt FK                   | Sumgait                       | 6                             |
| ŞAM | Şamaxı Baku                   | Şamaxı                        | 7                             |
| SEB | Səbail FK                     | Baku                          | 8                             |
| Awans z Birinci Divizionu |                               |                               |                               |
| KAP | Kəpəz Gəncə                   | Gandża                        | 7                             |
| TUT | Turan Tovuz                   | Tovuz                         | 10                            |
| Oznaczenia: - kolumna pierwsza – skróty nazw drużyn, - kolumna trzecia – siedziba klubu, - kolumna czwarta – miejsce zajęte w poprzednim sezonie. |                               |                               |                               |

## Tabela
| Lp. | Drużyna         | M  | Z  | R  | P  | B+ | B– | +/– | Pkt | Kwalifikacja lub spadek                              |
| --- | --------------- | -- | -- | -- | -- | -- | -- | --- | --- | ---------------------------------------------------- |
| 1   | Qarabağ FK (M)  | 36 | 28 | 6  | 2  | 91 | 25 | +66 | 90  | Liga Mistrzów UEFA • I runda kwalifikacyjna          |
| 2   | Sabah Baku      | 36 | 25 | 6  | 5  | 75 | 24 | +51 | 81  | Liga Konferencji Europy UEFA II runda kwalifikacyjna |
| 3   | Neftçi PFK      | 36 | 20 | 8  | 8  | 63 | 38 | +25 | 68  | Liga Konferencji Europy UEFA II runda kwalifikacyjna |
| 4   | Qəbələ FK (P)   | 36 | 13 | 11 | 12 | 47 | 47 | 0   | 50  | Liga Konferencji Europy UEFA II runda kwalifikacyjna |
| 5   | Zirə Baku       | 36 | 13 | 11 | 12 | 45 | 46 | −1  | 50  |                                                      |
| 6   | Turan Tovuz     | 36 | 10 | 9  | 17 | 36 | 49 | −13 | 39  |                                                      |
| 7   | Sumqayıt FK     | 36 | 8  | 7  | 21 | 26 | 70 | −44 | 31  |                                                      |
| 8   | Kəpəz Gəncə     | 36 | 6  | 13 | 17 | 34 | 62 | −28 | 31  |                                                      |
| 9   | Səbail Baku     | 36 | 7  | 8  | 21 | 32 | 62 | −30 | 29  |                                                      |
| 10  | Şamaxı Baku (S) | 36 | 4  | 13 | 19 | 26 | 52 | −26 | 25  | spadek do Birinci Divizionu                          |

1. 1 2  Mecze bezpośrednie, punkty: Qəbələ 7, Zirə 4
2. 1 2  Mecze bezpośrednie, punkty: Sumqayıt 7, Kəpəz 4

## Wyniki
| Gospodarz \ Gość | GAB | KAP | NEF | QAR | SAB | SEB | SHA | SUM | TUR | ZIR | GAB | KAP | NEF | QAR | SAB | SEB | SHA | SUM | TUR | ZIR |
| ---------------- | --- | --- | --- | --- | --- | --- | --- | --- | --- | --- | --- | --- | --- | --- | --- | --- | --- | --- | --- | --- |
| Qəbələ FK        |     | 1–1 | 1–2 | 0–1 | 0–2 | 2–1 | 3–1 | 1–0 | 0–0 | 1–0 |     | 1–1 | 0–0 | 1–3 | 0–3 | 4–2 | 2–0 | 2–1 | 1–2 | 2–1 |
| Kəpəz Gəncə      | 0–3 |     | 0–2 | 0–1 | 2–2 | 3–0 | 2–1 | 0–1 | 0–0 | 1–2 | 2–2 |     | 1–3 | 1–1 | 0–3 | 1–0 | 3–2 | 0–1 | 1–0 | 1–1 |
| Neftçi PFK       | 2–0 | 5–2 |     | 0–4 | 2–3 | 3–1 | 3–0 | 3–0 | 0–0 | 2–1 | 1–2 | 2–2 |     | 2–4 | 1–0 | 3–0 | 1–1 | 2–0 | 4–0 | 1–0 |
| Qarabağ          | 1–0 | 3–1 | 3–1 |     | 4–3 | 3–1 | 4–0 | 3–1 | 3–0 | 0–0 | 3–0 | 3–1 | 1–1 |     | 1–1 | 3–0 | 3–1 | 1–2 | 3–1 | 2–2 |
| Sabah Baku       | 2–1 | 5–0 | 2–1 | 0–0 |     | 0–0 | 1–1 | 3–0 | 3–1 | 1–0 | 3–2 | 2–0 | 2–0 | 2–1 |     | 4–0 | 1–0 | 4–0 | 0–2 | 0–0 |
| Səbail Baku      | 1–2 | 4–1 | 0–2 | 0–3 | 0–2 |     | 0–0 | 1–0 | 0–1 | 1–2 | 2–2 | 1–0 | 1–1 | 0–3 | 2–1 |     | 1–0 | 0–1 | 1–1 | 2–0 |
| Şamaxı Baku      | 1–1 | 1–1 | 0–1 | 0–4 | 0–1 | 1–1 |     | 4–2 | 0–1 | 0–0 | 0–0 | 1–1 | 0–1 | 0–1 | 2–1 | 2–1 |     | 0–0 | 0–1 | 0–3 |
| Sumqayıt FK      | 1–1 | 0–0 | 2–2 | 0–2 | 0–6 | 2–0 | 1–1 |     | 0–0 | 0–2 | 2–3 | 1–2 | 0–4 | 0–6 | 0–4 | 1–3 | 1–0 |     | 2–1 | 0–3 |
| Turan Tovuz      | 0–2 | 2–0 | 0–1 | 0–2 | 0–1 | 2–2 | 1–3 | 1–0 |     | 1–3 | 1–1 | 2–0 | 4–0 | 2–3 | 0–2 | 2–2 | 1–1 | 2–3 |     | 0–2 |
| Zirə Baku        | 2–1 | 2–2 | 0–3 | 1–7 | 1–3 | 1–0 | 1–0 | 0–0 | 2–1 |     | 2–2 | 1–1 | 1–1 | 0–1 | 0–2 | 3–1 | 2–2 | 3–1 | 1–3 |     |

## Najlepsi strzelcy
| Bramki | Zawodnik            | Drużyna     |
| ------ | ------------------- | ----------- |
| 22     | Ramil Szejdajew     | Qarabağ     |
| 21     | Musa Qurbanlı       | Qarabağ     |
| 17     | Emin Mahmudov       | Neftçi PFK  |
| 17     | Joy-Lance Mickels   | Sabah Baku  |
| 16     | Ołeksij Kaszczuk    | Sabah Baku  |
| 16     | Rooney Eva Wankewai | Turan Tovuz |
| 11     | Abdullahi Shuaibu   | Kəpəz Gəncə |
| 10     | Dawit Wolkowi       | Sabah Baku  |

Źródło: 

## Stadiony
| Qəbələ FK       |
| Stadion Miejski |
|                 |

| Kəpəz Gəncə     |
| Stadion Miejski |
|                 |

| Qarabağ FK    |
| Azərsun Arena |
|               |

| Neftçi PFK    |
| Bakcell Arena |
|               |

| Sabah Baku            |
| Bank Respublika Arena |
|                       |

| Səbail Baku |
| ASCO Arena  |
|             |

| Şamaxı Baku |
| İnter Arena |
|             |

| Sumqayıt FK        |
| Kapital Bank Arena |
|                    |

| Turan Tovuz     |
| Stadion Miejski |
|                 |

| Zirə Baku               |
| Zirə İdman Kompleksinin |
|                         |

Źródło: 